# Heinrich Yorck von Wartenburg

Heinrich und Sophie Yorck von Wartenburg (1896)

Hans Ludwig David Paul Heinrich Graf Yorck von Wartenburg (* 16. Oktober 1861 in Breslau, Provinz Schlesien; † 24. Februar 1923 in Berlin) war ein preußischer Landrat, erbliches Mitglied des Preußischen Herrenhauses und Fideikommissherr auf Gut Klein-Öls.

## Familie
Heinrich Graf Yorck von Wartenburg entstammte schlesischem Uradel. Er war der Urenkel der preußischen Generale Louis Ferdinand Prinz von Preußen und Johann David Ludwig Graf Yorck von Wartenburg.
Heinrich war der älteste Sohn des Philosophen Paul Yorck von Wartenburg (1835–1897) und dessen Gemahlin Luise geb. von Wildenbruch (1838–1918), Tochter des preußischen Generalkonsuls in Beirut und späteren Generalleutnants Louis von Wildenbruch, und dessen erster Ehefrau Ernestine geb. von Langen, Hofdame der Fürstin Radziwill. Sein Onkel war der Schriftsteller Ernst von Wildenbruch.

## Leben
Wartenburg besuchte die Klosterschule Roßleben in Thüringen. Nach dem Abitur studierte er zunächst an der Rheinischen Friedrich-Wilhelms-Universität Rechtswissenschaft. 1880 wurde er im Corps Borussia Bonn recipiert. Als Inaktiver wechselte er an die Schlesische Friedrich-Wilhelms-Universität Breslau. Er wurde zum Dr. iur. promoviert. Er war seit 1895 Landrat im Kreis Groß-Wartenberg und 1898–1900 im Kreis Ohlau. Von 1898 bis 1918 saß er im Preußischen Herrenhaus. Von 1911 bis 1921 war er Mitglied des schlesischen Provinziallandtages. Während des Ersten Weltkrieges war er Verwaltungschef von Wilna und Suwałki. Im Jahr 1921 war er Mitglied des Auflösungsamtes für Familiengüter in Breslau. Hierbei ging es konkret um die rechtlich neu hinterfragten Familienfideikommisse in ihrer Erbfolge, zumeist von den Familien als Stiftungen eingerichtet. Die Maßnahmen wurden in allen preußischen Provinzen durchgeführt, im zeitlichen Schwerpunkt zumeist von 1928 bis 1936. Die Besitzungen wurden darauf zum Allod, zum freien Eigentum des Gutsbesitzers. An der privatrechtlichen Form des Gutsbesitzes änderte sich juristisch wenig.
Am 3. Oktober 1896 heiratete er auf Schloss Jagsthausen Sophie Freiin von Berlichingen (1872–1945), eine Nachfahrin des fränkischen Reichsritters Götz von Berlichingen. Aus der Ehe gingen zehn Kinder hervor, darunter gehörten der an der Vorbereitung des Attentats vom 20. Juli 1944 beteiligte und 1944 hingerichtete Peter, sowie Paul, Irene und Bertha (1899–1950), die Friedrich Carl Siemens heiratete.
Heinrich Yorck starb überraschend während eines Besuchs in Berlin im Hause seiner Tante Lulu von Katte-Roskow an den Folgen eines Gehirnschlags. Er wurde am 3. März 1923 am Mausoleum der Grafen Yorck, im Schlosspark von Schloss Klein Öls beigesetzt.

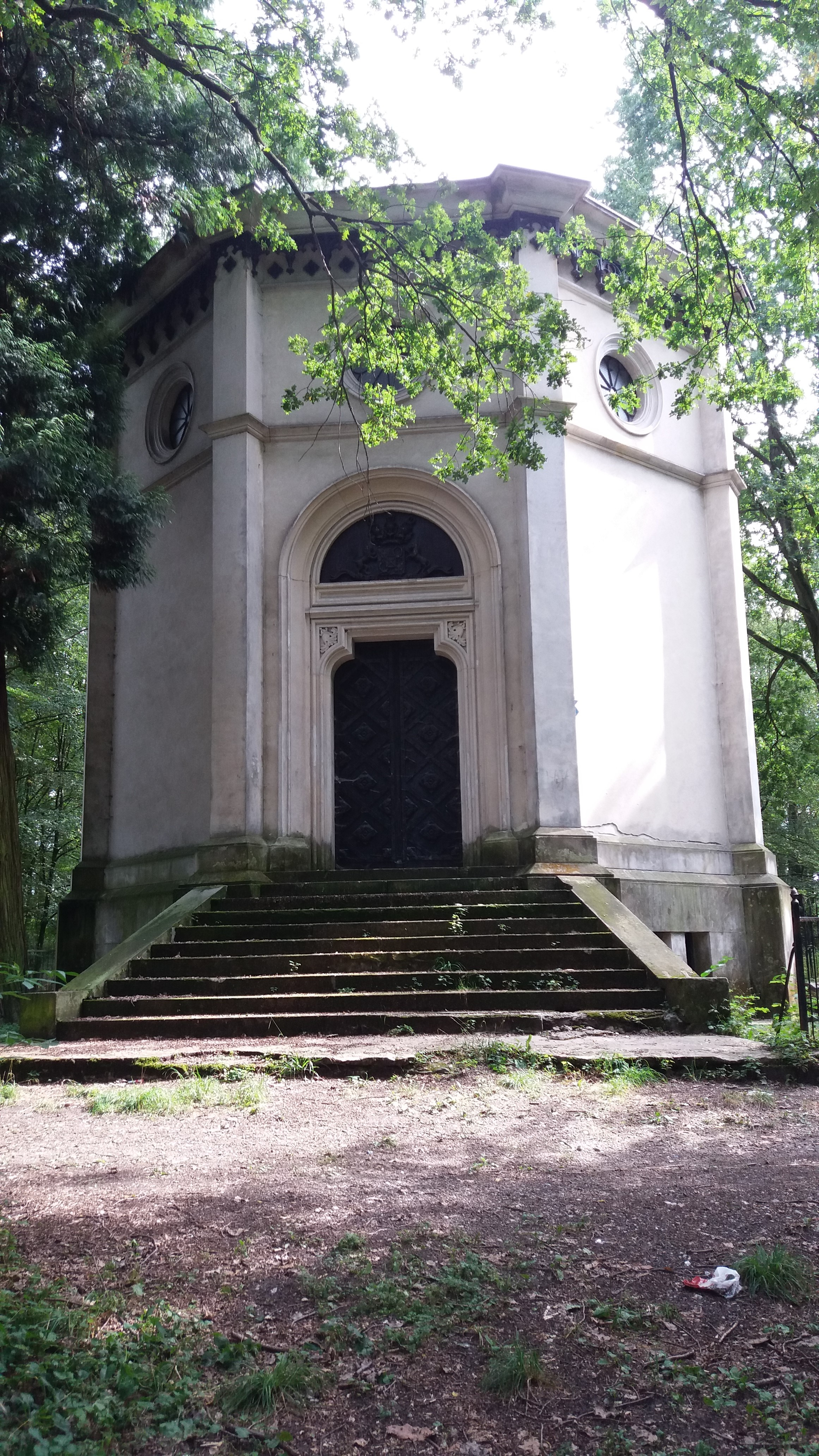
Mausoleum der Grafen Yorck von Wartenburg im Schloßpark von Klein Oels
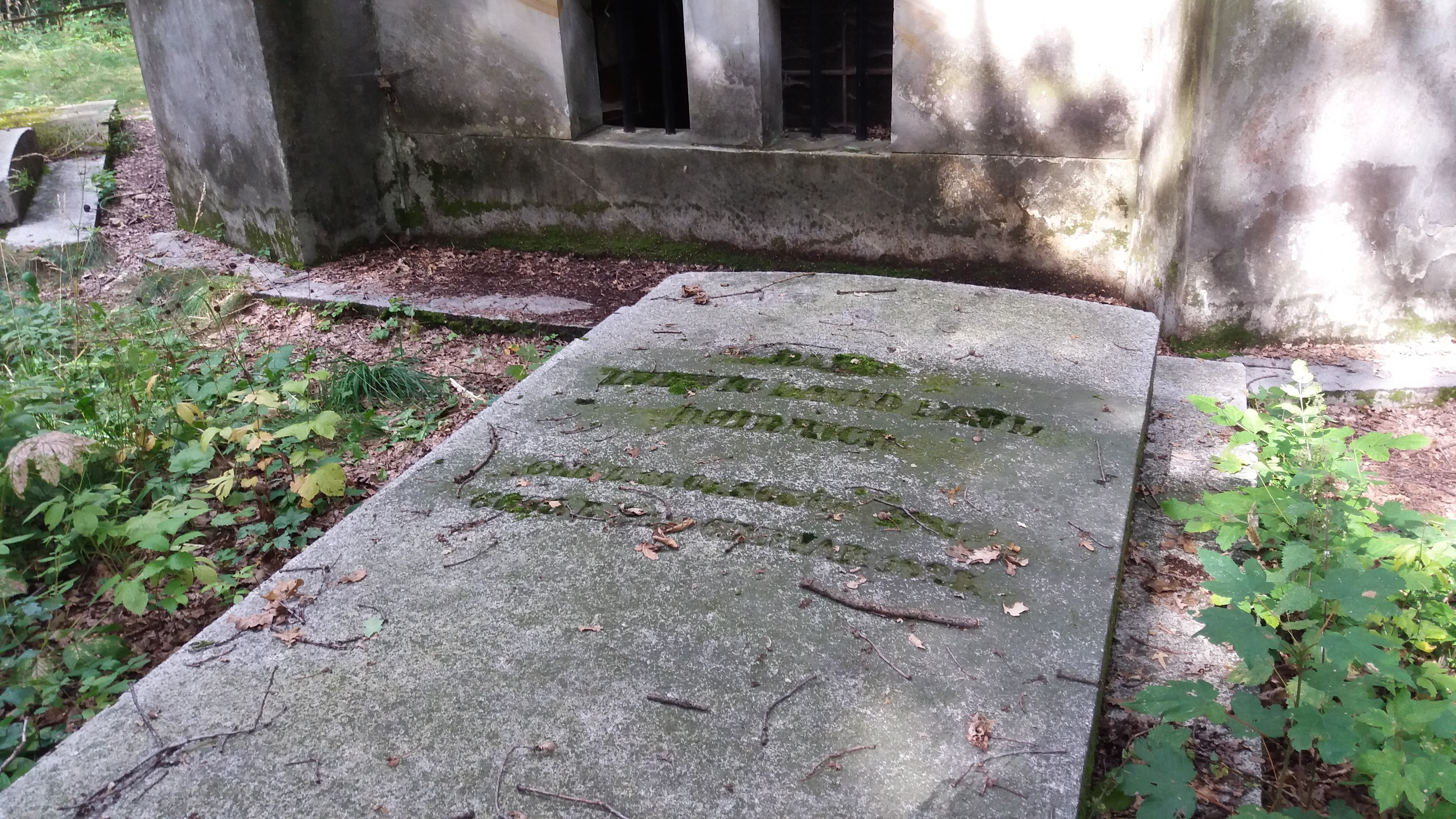
Grabplatte Graf Heinrich Yorck am Mausoleum

## Ehrungen
- 1911 Ehrendoktor der Philosophischen Fakultät der Universität Breslau
- 1914 Ehrenbürger der Stadt Ohlau